# Stegreif (Orchester)
Stegreif (so der Name auf der eigenen Homepage, bei Konzertveranstaltern häufig auch: STEGREIF.orchester) ist ein Ensemble, das sich selbst als „improvisierendes Sinfonieorchester“ bezeichnet. In seinen Programmen werden Passagen aus der traditionellen Orchesterliteratur mit eigenen komponierten und improvisierten Elementen zu einem neuen Ganzen verbunden. Dabei werden auch andere, nicht-klassische Musikstile wie Jazz, Volkslied, arabische Musik oder Techno einbezogen. Stegreif nennt dies die „Rekomposition klassischer Werke“. Die Gruppe experimentiert mit neuen Konzert- und Präsentationsformen.  
Zu Stegreif gehören ca. 30 Musiker. Vertreten sind die klassischen Orchesterinstrumente Violine, Viola, Violoncello, Kontrabass, Querflöte, Oboe, Klarinette, Fagott, Horn, Trompete, Posaune und Schlagzeug, dazu aber auch die Bandinstrumente Gitarre, E-Bass und Percussion.  

## Aktivität
Stegreif wurde 2015 gegründet und erarbeitete seither mindestens jährlich eigene Programme. Mehrere seiner Musiker komponieren auch für das Ensemble, weitere Kompositionsaufträge wurden an externe Komponisten vergeben. Stegreif arbeitet für die Inszenierung seiner Programme mit Regisseuren zusammen und hat wiederholt bekannte Musiker als Gäste engagiert.
Neben eigenen Programmen arbeitete Stegreif in Koproduktionen mit der Neuköllner Oper oder dem PODIUM Esslingen zusammen. In der Programmreihe „TRIKESTRA“ erarbeitete Stegreif seit 2018 gemeinsam mit dem Deutschen Symphonie-Orchester Berlin und der jungen norddeutschen philharmonie drei Programme mit dem Ziel, das Potential der Zusammenarbeit von etabliertem Profiorchester, ambitioniertem Ausbildungsorchester und experimentierfreudigem Freie-Szene-Orchester zu nutzen.
Stegreif absolvierte Auftritte in vielen renommierten Konzertsälen wie z. B. der Berliner Philharmonie, der Alten Oper Frankfurt oder dem Brucknerhaus Linz. Es trat in klassisch orientierten Konzertreihen wie den Kasseler Musiktagen, sowie bei alternativen Festivals wie z. B. dem Düsseldorf Festival oder dem Oranjewoud Festival (NL) auf. 2020 und 2021 konnten wegen der Corona-Beschränkungen manche Auftritte nur digital, z. B. als YouTube-Livestream, stattfinden, so z. B. für das Konzerthaus Berlin.
Stegreif engagiert sich auch in der Musikvermittlung. 2020/21 wurde im Konzerthaus Dortmund die eigene Version von Beethovens 9. Sinfonie unter Beteiligung Dortmunder Bürger verwirklicht. Ab 2022 bietet Stegreif Improvisationsworkshops für Schüler („#bechange“) an, die sich mit musikalischen Mitteln den 17 Nachhaltigkeitszielen der Vereinten Nationen widmen.

## Selbstverständnis
Stegreif begreift sich als junges, „radikales und entfesselndes“ Orchester der freien Szene. Es sucht nach neuen Präsentationsformen, um dem Trend der abnehmenden gesellschaftlichen Relevanz klassischer Musik entgegenwirken. Stegreif musiziert auf offener Bühne ohne Notenständer, ohne Stühle und ohne Dirigent. Die Auftritte werden choreographiert, dabei wird auch der Zuschauerraum in die Darbietung einbezogen. 
Stegreif wendet sich gegen die traditionell sehr hierarchische Orchesterkultur und versucht, seine Projekte in einem kollektiven Prozess zu erarbeiten. In seinem YouTube-Auftritt werden nicht nur künstlerische Ergebnisse, sondern auch Phasen dieser gemeinsamen Arbeit transparent gemacht. Das Orchester bezieht seine künstlerische Arbeit auf aktuelle gesellschaftliche Themen und versteht sich als Akteur mit gesellschaftlicher Verantwortung. Dies kommt in der Themenwahl und dem Engagement zur Musikvermittlung zum Ausdruck.